# Luchtvaart in 2020
Deze pagina gaat over het luchtvaartjaar 2020.

## Coronapandemie
Door de coronapandemie en de maatregelen daartegen is het vliegverkeer in 2020 sterk gedaald ten opzichte van eerdere jaren. Dit geldt zowel voor Nederland en België als voor Europa en wereldwijd. Dit leidt ook tot problemen bij vliegtuigbouwers.

## Gebeurtenissen

### Januari
6 januari
- Bij het opstijgen van Montréal-Mirabel International Airport verliest een De Havilland Canada Dash 8-300 van Jazz Air met bestemming Bagotville een van de zes wielen. Na cirkelen rond de luchthaven landt het vliegtuig zonder problemen op vijf wielen.[7]

8 januari
- Op het vliegveld Charles de Gaulle in Parijs wordt een overleden kind gevonden in de ruimte van het landingsgestel van een Boeing 777 van Air France uit Ivoorkust.[8]
- Ukraine International Airlines-vlucht 752 van Teheran Imam Khomeini International Airport naar Luchthaven Kiev Boryspil wordt kort na vertrek neergeschoten. Alle 176 inzittenden komen om het leven.[9]

14 januari
- Delta Air Lines-vlucht 89 met bestemming Shanghai krijgt motorproblemen vlak na het opstijgen van Los Angeles International Airport. Voordat het toestel kan landen, moet er kerosine geloosd worden. Dit gebeurt op lage hoogte boven een dichtbevolkt gebied. Bijna 60 mensen raken gewond, waaronder veel kinderen van verschillende scholen.[10]

31 januari
- Airbus schikt voor 3,6 miljard euro in een omkopingszaak met openbaar aanklagers uit Frankrijk, het Verenigd Koninkrijk en de Verenigde Staten. Hierdoor wordt het bedrijf niet verder vervolgd voor corruptie.[11]

### Februari
3 februari
- Een lijfwacht van de Britse oud-premier David Cameron vergeet zijn wapen en de paspoorten van hemzelf en Cameron op het toilet van een vlucht van British Airways van New York naar Londen.[12]
- Een Boeing 767 van Air Canada met bestemming Toronto krijgt vlak na het opstijgen van de luchthaven van Madrid technische problemen. Delen van het landingsgestel komen terecht in de motor. Na urenlang cirkelen maakt het vliegtuig een veilige noodlanding op het vliegveld waarvan het opsteeg.[13]

5 februari
- Pegasus Airlines-vlucht 2193 van Luchthaven İzmir Adnan Menderes naar Luchthaven Istanboel Sabiha Gökçen verongelukt bij de landing. Er vallen drie doden en 179 gewonden.[14]

### Mei
22 mei
- Pakistan International Airlines-vlucht 8303 stort neer in een dichtbevolkte woonwijk van Karachi, waarbij 97 personen, allen inzittenden, omkomen en de overige 2 inzittenden gewond raken.[15]

### Juni
3 juni
- Kitty Hawk, in 2010 opgericht door Larry Page, stopt met de productie van het elektrisch watervliegtuig genaamd Flyer.[16][17]

### Juli
5 juli
- Een Cessna TU206 en een De Havilland DHC-2 botsen boven Lake Coeur d'Alene in Idaho in de Verenigde Staten. De botsing is fataal voor alle acht inzittenden.[18][19]

11 juli
- Bij het Duitse Dülmen botsen twee zweefvliegtuigen tegen elkaar, waarna ze neerstorten. Twee Nederlandse mannen komen om het leven.[20]

12 juli
- Een zweefvliegtuig crasht op vliegbasis Gilze-Rijen. De enige inzittende komt om het leven.[20]

15 juli
- Een vliegtuig van de Turkse veiligheidsdienst stort neer door een onbekende oorzaak. Alle zeven inzittenden laten het leven.[21]

19 juli
- Op het regionale vliegveld van Eggersdorf vliegt een klein vliegtuigje tegen een verkeerstoren en blijft hangen. De inzittenden worden overgebracht naar het ziekenhuis.[22]

23 juli
- Een passagiersvliegtuig van Mahan Air moet boven Syrië een uitwijkmanoeuvre maken om een botsing met een F-15 van de United States Air Force te voorkomen. Enkele passagiers raken lichtgewond.[23]

25 juli
- Kort na opstijgen van het Duitse vliegveld Wesel-Römerwardt stort een lichtgewicht vliegtuig neer op een huis in Wesel. Er vallen drie doden en een gewonde.[24]

### Augustus
7 augustus
- Air India Express-vlucht 1344 van Dubai naar Kozhikode verongelukt bij de landing. Er vallen 21 doden en meer dan honderd gewonden.[25][26]

22 augustus
- Een gecharterde vlucht van het Zuid-Soedanese South West Aviation met een Antonov An-26 stort neer vlak na vertrek van de luchthaven van Djoeba. Een persoon wordt in kritieke toestand opgenomen in het ziekenhuis, de andere zeven overleven de crash niet.[27]

### September
1 september
- De TU Delft maakt een succesvolle testvlucht met een schaalmodel van de Flying V, een nieuw type vliegtuig.[28]

16 september
- Een commissie van het Amerikaanse Huis van Afgevaardigden publiceert hun rapport over het onderzoek naar de Boeing 737 MAX, waarmee in 2018 en 2019 twee vliegtuigongelukken gebeurden. Zowel Boeing als de Federal Aviation Administration hebben volgens het rapport fouten gemaakt.[29][30]

23 september
- Airbus presenteert concepten voor uitstootvrije vliegtuigen in het kader van het ZEROe-project.[31]

24 september
- De Onderzoeksraad voor Veiligheid publiceert hun rapport over startende en landende vliegtuigen op banen die elkaar in het verlengde kruisen.[32]

25 september
- Een Antonov An-26 van het Oekraïense leger stort door een onbekende oorzaak neer bij Oblast Charkov. Van de 27 inzittenden komen er 26 om en raakt de ander gewond.[33]

### Oktober
10 oktober
- Een DA40 en een ultralight vliegtuigje botsen boven het Franse Loches. Alle vijf inzittenden komen om.[34]
- De Italiaanse regering ondertekent een decreet, waarbij het Alitalia nationaliseert onder de naam ITA (Italia Trasporti Aereo).[35][36][37]

### November
6 november
- In een sportvliegtuigje dat bij het Gelderse Aalst vliegt is een harde klap te horen, waarna het een voorzorgslanding maakt op Eindhoven Airport. Er is schade aan het vliegtuig die vermoedelijk is veroorzaakt door een botsing met een drone.[38]

10 november
- De Pipistrel Velis Electro heeft als eerste elektrisch vliegtuig een Nederlandse registratie gekregen. Het is een tweezitsvliegtuig van Sloveense makelij met een maximumsnelheid van 180 kilometer per uur.[39]

11 november
- Een piloot van de Russische budgetmaatschappij Pobeda wijkt van zijn route af om een penis in de lucht te tekenen, ondanks dat een verzoek daartoe de dag ervoor niet werd toegewezen. De piloot verklaart dat het een steunbetuiging is voor voetballer Artjom Dzjoeba, die uit de nationale selectie gezet was na het opduiken van een masturbatievideo.[40] Bijna een maand later wordt de onderdirecteur van de vliegmaatschappij wegens dit voorval ontslagen en krijgt de directeur een reprimande.[41][42]

18 november
- De Amerikaanse Federal Aviation Administration geeft toestemming om weer te vliegen met de Boeing 737 MAX.[43]

### December
12 december
- Een man springt over een hek en klimt op de vleugel van een vliegtuig van Alaska Airlines op McCarran International Airport. Bij een poging op de winglet te klimmen valt de man van de vleugel af en wordt hij gearresteerd. Het vliegtuig vertrekt wegens inspectie van de vleugel alsnog met een vertraging van enkele uren.[44][45]

21 december
- Precies 32 jaar na de Lockerbie-aanslag is in de Verenigde Staten daarvoor een nieuwe verdachte aangeklaagd. Het gaat om een voormalige Libische inlichtingenofficier genaamd Abu Agila, die de topbommenmaker voor de overleden dictator Moammar al-Qadhafi was.[46][47]

### langdurig
31 augustus - 9 oktober
- Een in 1943 door een Duitse straaljager neergeschoten en in het Markermeer neergekomen Engelse bommenwerper wordt geborgen door de Koninklijke Luchtmacht en een bergingsbedrijf. Het gaat om de BK176, een Short Stirling. Bij de berging worden ook stoffelijke resten gevonden. De berging is officieel afgerond op 9 oktober. Na de berging begint Defensie met de identificatie.[48][49][50]